# Fabián Ruiz Peña
Fabián Ruiz Peña (Los Palacios y Villafranca, Sevilla, 3 de abril de 1996) es un futbolista español que juega de centrocampista en el Paris Saint-Germain F. C. de la Ligue 1.

## Trayectoria

### Real Betis Balompié

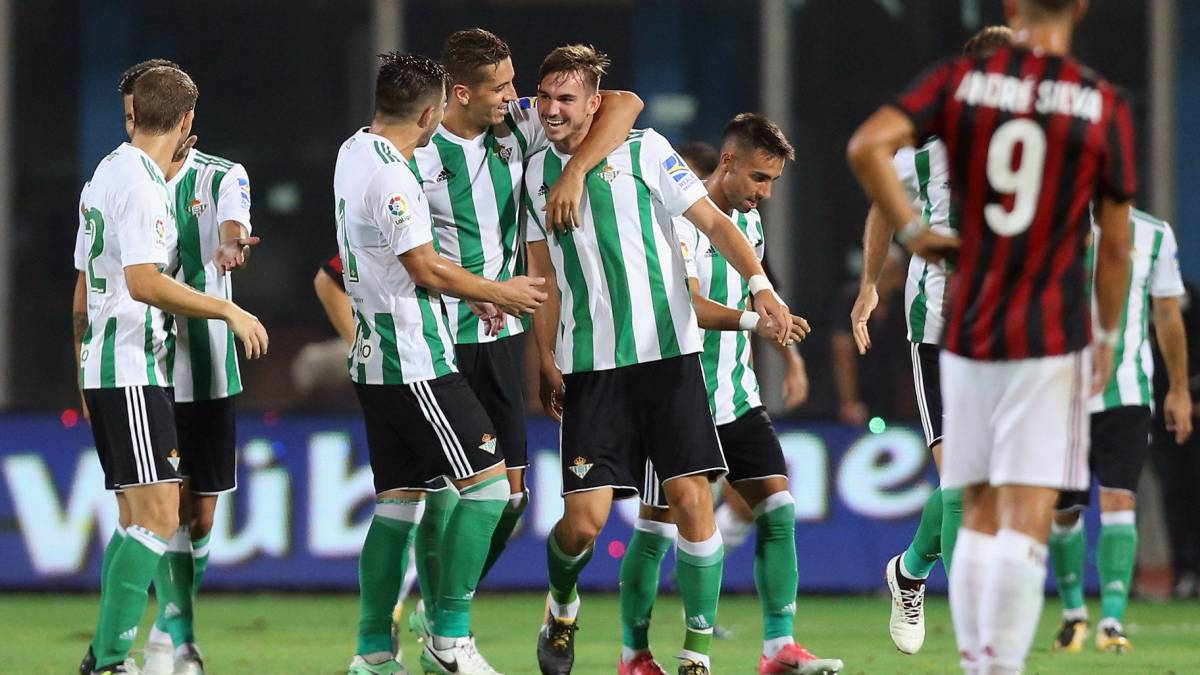
Fabián celebra un gol con el Real Betis frente al Milan.

Se formó en la cantera del Real Betis Balompié, donde ingresó en la temporada 2004-05 como benjamín de primer año procedente de la Escuela de Fútbol La Unión de Los Palacios. La temporada 2014-15, la inició con el juvenil verdiblanco y pasó después a jugar habitualmente con el Betis B, en la segunda división B. Durante esa misma temporada, el entrenador del primer equipo en ese momento, Juan Merino, que lo conocía de su paso por el banquillo del filial, lo hizo debutar con el Real Betis en segunda división el 13 de diciembre de 2014, en partido de liga contra el Club Deportivo Lugo, con triunfo del equipo verdiblanco por 1-0.
El 23 de agosto de 2015, con Pepe Mel como entrenador, disputó su primer partido en primera división  contra el Villareal C. F. Durante esa temporada alternó sus participaciones entre el primer equipo, con el que jugó 12 partidos de liga y el Betis B. 
En diciembre de 2016 amplió su contrato con el equipo bético hasta 2020 y se marchó cedido al Elche C. F. en la segunda división hasta junio de 2017. En el Elche, se hizo un hueco en el equipo titular y realizó una destacada segunda vuelta en la que jugó 18 partidos y consiguió un gol.
De vuelta al Betis, en la primera parte de la temporada 2017-18, con Quique Setién en el banquillo, se asentó en el primer equipo, en el que alcanzó la asiduidad en las titularidad y con en los que protagonizó momentos destacados. Su buenas actuaciones le llevaron a ser convocado y debutar con la selección española sub-21, en octubre de 2017.

### S. S. C. Napoli

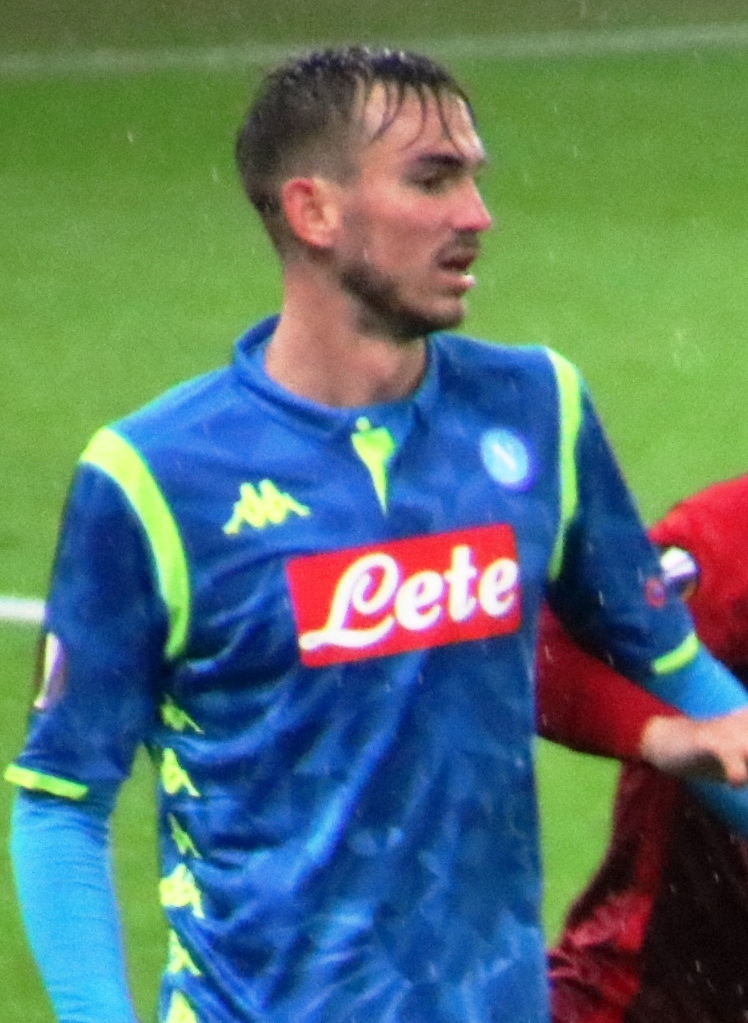
Fabián con la camiseta del Napoli, 2019.

El 5 de julio de 2018 el Betis y la S. S. C. Napoli hicieron oficial su adquisición por el equipo italiano por cinco años en un traspaso de 30 millones de euros. Su debut con los azzurri se produjo en la Liga de Campeones contra el Estrella Roja de Belgrado. En la Serie A debutó el 26 de septiembre, en la victoria de local contra el Parma (3-0). El 20 de octubre marcó su primer gol en la liga italiana, abriendo el marcador en la victoria de visitante contra el Udinese (3-0). Tras marcar también en su primera presencia en la Copa Italia contra el Sassuolo, encontró el gol en la Liga Europa, contribuyendo a la victoria de local contra el Salzburgo. Terminó la temporada con cinco goles en 27 presencias, incluyendo un doblete en la victoria por 4-1 contra el Inter de Milán. Durante la temporada figuró bien, convirtiéndose rápidamente en titular de los napolitanos y siendo utilizado en diferentes roles en el mediocampo por el entrenador Carlo Ancelotti.
En el inicio de la siguiente temporada, se estrenó ante el Lecce, goleado por los azzurri (4-1) en la cuarta jornada. Con la llegada del nuevo entrenador Gennaro Gattuso, que sustituyó a Ancelotti en diciembre de 2019, Fabián consiguió desatascarse, marcando el gol de la victoria ante el Inter en la Copa Italia y el 2-1 final ante el Brescia en la liga. Su gol contra el Inter en la ida de las semifinales de la Copa Italia resultó decisivo, teniendo en cuenta el empate a uno en la vuelta (en la que el español jugó los últimos 25 minutos), ya que clasificó al equipo para la final, que el Napoli ganó en la tanda de penaltis contra la Juventus. Terminó la temporada con 46 presencias y 4 goles (el último de ellos en la fecha 38 de la liga contra la Lazio).
En la temporada 2020-2021 se confirmó el buen rendimiento del andaluz, que marcó 4 goles en un total de 42 partidos y se convirtió en un elemento cada vez más central en el juego de Gattuso. Incluso en la temporada siguiente, con el nuevo entrenador Luciano Spalletti, tuvo buenas actuaciones, contribuyendo a que el equipo lograra el tercer puesto y el consiguiente regreso a la Liga de Campeones. El centrocampista, en su cuarta temporada con la camiseta azzurra, totalizó 7 goles en 38 partidos, demostrando sobre todo una notable precisión en los disparos desde fuera del área.
En el conjunto napolitano jugó cuatro temporadas, en las que disputó 166 encuentros y marcó 22 goles.

### Paris Saint-Germain F. C.
El 30 de agosto de 2022 el Paris Saint-Germain F. C. anunció su incorporación hasta junio de 2027.

## Selección nacional

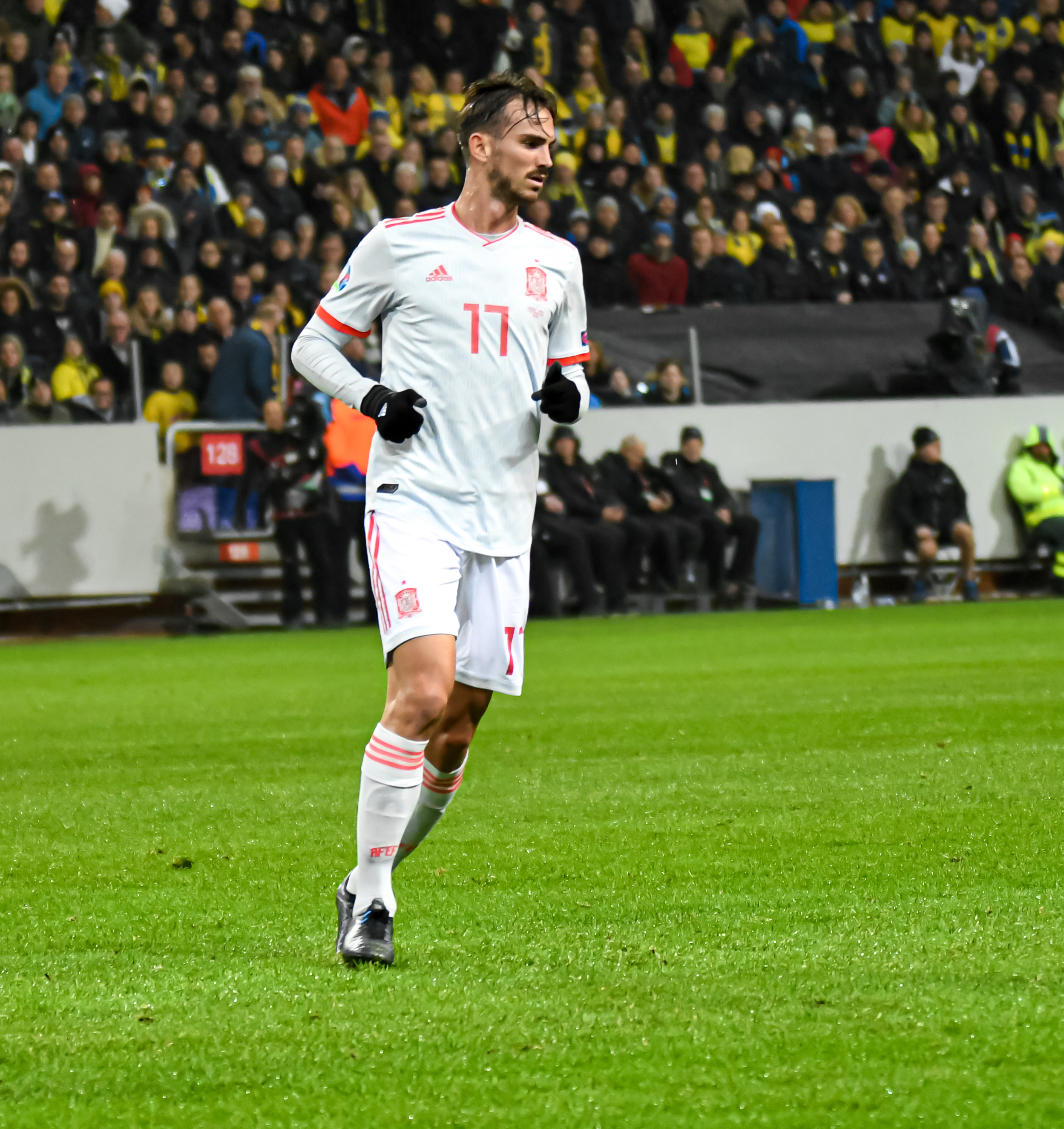
Con el uniforme de la selección española en octubre de 2019.

Ha sido internacional en las categorías inferiores de la selección española sub-19 y sub-21.
El 15 de marzo de 2019 fue convocado por el técnico de la selección española, Luis Enrique, de cara a los dos partidos de clasificación para la Eurocopa 2020 ante Noruega y Malta. Debutó con la selección española el 7 de junio de 2019 contra Islas Feroe en un partido correspondiente a la fase de clasificación para la Eurocopa 2020 en el que España ganó por 1-4. El 24 de mayo de 2021 fue convocado por Luis Enrique para la Eurocopa 2020.
También participó en la Eurocopa 2024 y en el primer encuentro frente a Croacia marcó un gol y fue elegido mejor jugador del partido. No fue el único tanto que consiguió en el torneo, ya que también anotó otro en los octavos de final contra Georgia. España alcanzó la final y disputó todo el encuentro que ganaron a Inglaterra para hacerse con el título.

### Participaciones en Eurocopas
| Copa          | Sede     | Resultado   | Partidos | Goles |
| ------------- | -------- | ----------- | -------- | ----- |
| Eurocopa 2020 | Europa   | Semifinales | 3        | 0     |
| Eurocopa 2024 | Alemania | Campeón     | 6        | 2     |

### Goles internacionales
| N.º | Fecha                   | Estadio                                              | Rival             | Gol | Resultado | Competición                         |
| --- | ----------------------- | ---------------------------------------------------- | ----------------- | --- | --------- | ----------------------------------- |
| 1   | 18 de noviembre de 2019 | Estadio Metropolitano, Madrid, España                | Rumania           | 1-0 | 5-0       | Clasificación Eurocopa 2020         |
| 2   | 8 de junio de 2024      | Estadio Mallorca Son Moix, Palma de Mallorca, España | Irlanda del Norte | 4-1 | 5-1       | Amistoso                            |
| 3   | 15 de junio de 2024     | Estadio Olímpico, Berlín, Alemania                   | Croacia           | 2-0 | 3-0       | Eurocopa 2024                       |
| 4   | 30 de junio de 2024     | Estadio Rhein Energie, Colonia, Alemania             | Georgia           | 2-1 | 4-1       | Eurocopa 2024                       |
| 5   | 8 de septiembre de 2024 | Stade de Genève, Lancy, Suiza                        | Suiza             | 0-2 | 1-4       | Liga de Naciones de la UEFA 2024-25 |
| 6   | 8 de septiembre de 2024 | Stade de Genève, Lancy, Suiza                        | Suiza             | 1-3 | 1-4       | Liga de Naciones de la UEFA 2024-25 |

## Estadísticas

### Clubes
Actualizado al último partido disputado el 13 de agosto de 2025.
| Club                              | Div.          | Temporada     | Liga  | Liga  | Copas nacionales | Copas nacionales | Copas internacionales | Copas internacionales | Total | Total |
| Club                              | Div.          | Temporada     | Part. | Goles | Part.            | Goles            | Part.                 | Goles                 | Part. | Goles |
| --------------------------------- | ------------- | ------------- | ----- | ----- | ---------------- | ---------------- | --------------------- | --------------------- | ----- | ----- |
| Real Betis Balompié "B" · España  | 2.ª B         | 2014-15       | 19    | 1     | ―                | ―                | ―                     | ―                     | 19    | 1     |
| Real Betis Balompié "B" · España  | 2.ª B         | 2015-16       | 4     | 2     | ―                | ―                | ―                     | ―                     | 4     | 2     |
| Real Betis Balompié "B" · España  | Total club    | Total club    | 23    | 3     | 0                | 0                | 0                     | 0                     | 23    | 3     |
| Real Betis Balompié · España      | 2.ª           | 2014-15       | 6     | 0     | 0                | 0                | ―                     | ―                     | 6     | 0     |
| Real Betis Balompié · España      | 1.ª           | 2015-16       | 12    | 0     | 2                | 0                | ―                     | ―                     | 14    | 0     |
| Real Betis Balompié · España      | 1.ª           | 2016-17       | 4     | 0     | 1                | 0                | ―                     | ―                     | 5     | 0     |
| Elche C. F. · España              | 2.ª           | 2016-17       | 18    | 1     | ―                | ―                | ―                     | ―                     | 18    | 1     |
| Elche C. F. · España              | Total club    | Total club    | 18    | 1     | 0                | 0                | 0                     | 0                     | 18    | 1     |
| Real Betis Balompié · España      | 1.ª           | 2017-18       | 34    | 3     | 1                | 0                | ―                     | ―                     | 35    | 3     |
| Real Betis Balompié · España      | Total club    | Total club    | 56    | 3     | 4                | 0                | 0                     | 0                     | 60    | 3     |
| S. S. C. Napoli · Italia          | 1.ª           | 2018-19       | 27    | 5     | 2                | 1                | 11                    | 1                     | 40    | 7     |
| S. S. C. Napoli · Italia          | 1.ª           | 2019-20       | 33    | 3     | 5                | 1                | 8                     | 0                     | 46    | 4     |
| S. S. C. Napoli · Italia          | 1.ª           | 2020-21       | 33    | 3     | 1                | 0                | 8                     | 1                     | 42    | 4     |
| S. S. C. Napoli · Italia          | 1.ª           | 2021-22       | 32    | 7     | 1                | 0                | 5                     | 0                     | 38    | 7     |
| S. S. C. Napoli · Italia          | Total club    | Total club    | 125   | 18    | 9                | 2                | 32                    | 2                     | 166   | 22    |
| Paris Saint-Germain F. C. Francia | 1.ª           | 2022-23       | 27    | 3     | 3                | 0                | 7                     | 0                     | 37    | 3     |
| Paris Saint-Germain F. C. Francia | 1.ª           | 2023-24       | 21    | 1     | 5                | 2                | 9                     | 0                     | 35    | 3     |
| Paris Saint-Germain F. C. Francia | 1.ª           | 2024-25       | 30    | 4     | 7                | 0                | 24                    | 4                     | 61    | 8     |
| Paris Saint-Germain F. C. Francia | 1.ª           | 2025-26       | 0     | 0     | 0                | 0                | 1                     | 0                     | 1     | 0     |
| Paris Saint-Germain F. C. Francia | Total club    | Total club    | 78    | 8     | 15               | 2                | 41                    | 4                     | 134   | 14    |
| Total carrera                     | Total carrera | Total carrera | 300   | 33    | 28               | 4                | 73                    | 6                     | 401   | 43    |
| 1. 2.                             |               |               |       |       |                  |                  |                       |                       |       |       |

## Palmarés

### Títulos nacionales
| Título               | Club                      | País    | Año     |
| -------------------- | ------------------------- | ------- | ------- |
| Copa Italia          | S. S. C. Napoli           | Italia  | 2019-20 |
| Ligue 1              | París Saint-Germain F. C. | Francia | 2022-23 |
| Supercopa de Francia | París Saint-Germain F. C. | Francia | 2023    |
| Ligue 1              | París Saint-Germain F. C. | Francia | 2023-24 |
| Copa de Francia      | París Saint-Germain F. C. | Francia | 2023-24 |
| Supercopa de Francia | París Saint-Germain F. C. | Francia | 2024    |
| Ligue 1              | París Saint-Germain F. C. | Francia | 2024-25 |
| Copa de Francia      | París Saint-Germain F. C. | Francia | 2024-25 |

### Títulos internacionales
| Título                       | Club (*)                  | Sede                | Año     |
| ---------------------------- | ------------------------- | ------------------- | ------- |
| Eurocopa sub-21              | España                    | Italia y San Marino | 2019    |
| Liga de Naciones de la UEFA  | España                    | Países Bajos        | 2022-23 |
| Eurocopa                     | España                    | Alemania            | 2024    |
| Liga de Campeones de la UEFA | Paris Saint-Germain F. C. | Múnich              | 2024-25 |
| Supercopa de la UEFA         | Paris Saint-Germain F. C. | Údine               | 2025    |

(*) Incluyendo la selección.

### Distinciones individuales
| Distinción                          | Año  |
| ----------------------------------- | ---- |
| Mejor jugador de la Eurocopa sub-21 | 2019 |